# 北海道キューブシステム
株式会社北海道キューブシステム（Hokkaido Cube System Inc.）は、北海道札幌市に本社を置くシステムインテグレーター企業である。

## 概要
北海道を基盤に活動する独立系のシステムソリューション・サービス企業。東京都品川区に本社を置くキューブシステムの連結子会社。官公庁・流通・通信向けのシステム開発が主業である。
親会社であるキューブシステムと同じく、営業専門の部署というものが存在せず、社員全員がシステムエンジニア且つ営業を兼ねるという体制をとっている。これは営業を行う上での専門的知識を保有することのメリット、また顧客への信頼獲得が容易である（見積もりから開発までを単一の相手で済ませられる）という点を重視したものと言われている。このことから、新入社員からマネージメントゲーム等の経営、営業活動の研修が行われ、プロジェクト単位での営業数字の管理等も役職ではない社員が行う場面が多い。
また近年、関東圏へのシェア拡大が図られている。
社長と社員の会話が日常的に行われている非常にフラットな社風である。
主な所属団体は札幌商工会議所、社団法人北海道IT推進協会、北海道情報システム産業協会、一般社団法人さっぽろイノベーションラボ。

## 沿革
- 1990年12月　株式会社キューブシステムの100%出資で子会社として設立
- 1993年11月　事業拡大につき本社を北15条西4丁目NRKビルに移転
- 2006年06月　事業拡大につき本社を北1条西7丁目パシフィックマークス札幌北1条に移転
- 2007年04月　プライバシーマーク取得
- 2009年01月　ISO27001取得
- 2015年12月　事業拡大につき本社開発室を増床
- 2018年09月　札幌市ワーク・ライフ・バランスplus 認証

## グループ会社
キューブシステムが設立した子会社の中で、最も古い歴史を持つ。
※他に、ベトナム、上海にもキューブシステムの子会社が設立されている。